# Oficer (wojsko)

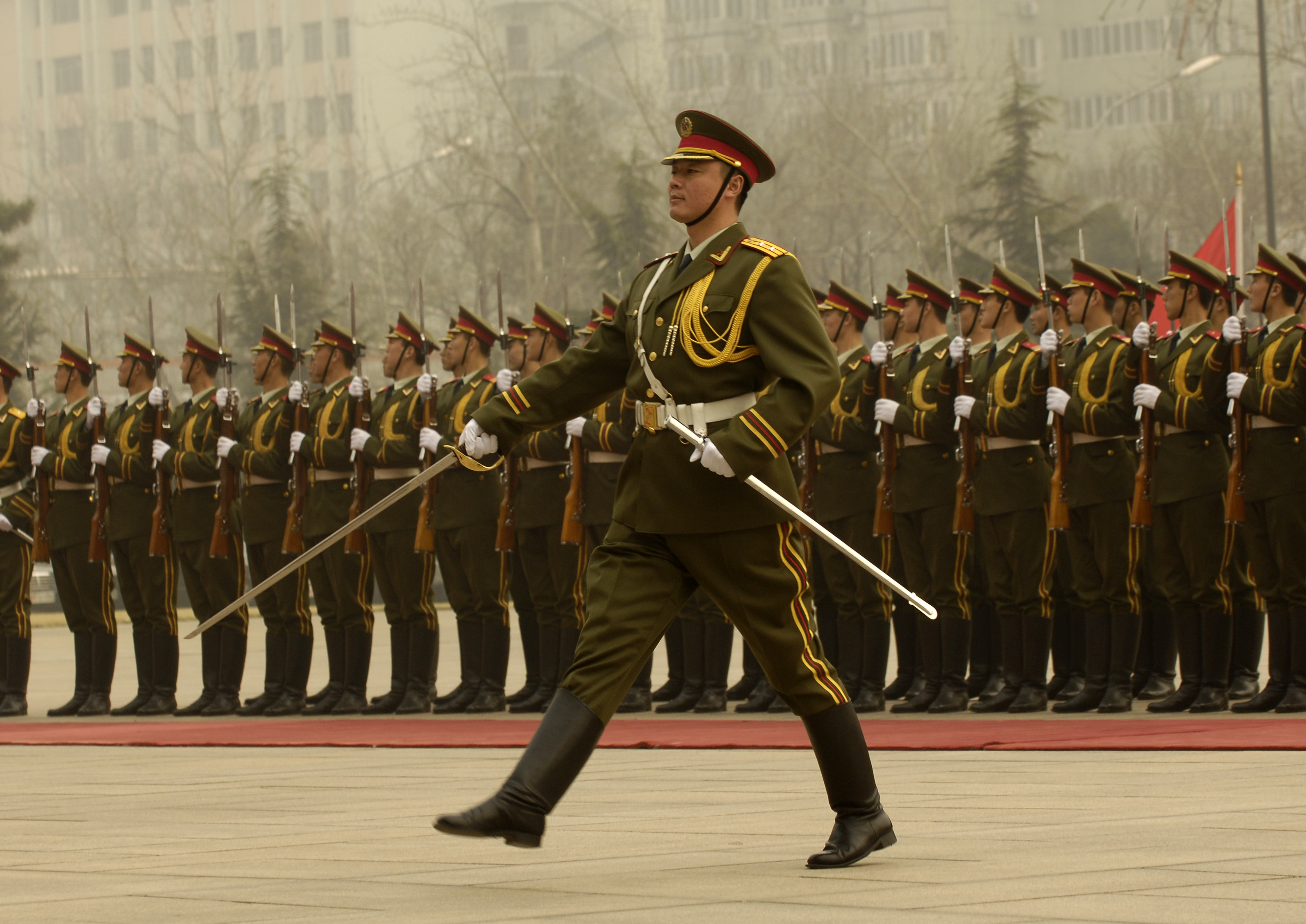
Oficer armii chińskiej

Oficer (z łac. officialis) – żołnierz posiadający stopień wojskowy co najmniej podporucznika (lub równorzędny) pełniący najczęściej funkcję dowódcy.
Oficerowie mogą również zajmować inne stanowiska jak np. instruktora, wychowawcy szeregowych i podoficerów, pilota lotnictwa wojskowego, członka sztabu lub innej instytucji wojskowej (sędziego sądu wojskowego, lekarza, kapelana itp.).

## Podział
Z reguły wyróżnia się 3 kategorie stopni oficerskich:
- oficerowie młodsi
  - podporucznik (podporucznik marynarki)
  - porucznik (porucznik marynarki)
  - kapitan (kapitan marynarki)
- oficerowie starsi
  - major (komandor podporucznik)
  - podpułkownik (komandor porucznik)
  - pułkownik (komandor)
- generałowie i admirałowie

Pod względem stosunku do służby wojskowej wyróżnia się:
- oficerów zawodowych – pełniących czynną służbę wojskową jako dobrowolnie podjętą pracę (zawód).
- oficerów rezerwy – pełniących służbę wojskową w rezerwie, obowiązanych na wezwanie do odbywania ćwiczeń wojskowych oraz w przypadku mobilizacji lub wojny pełnienia służby czynnej.
- oficerów zwolnionych od powszechnego obowiązku wojskowego – przeniesionych w stan spoczynku ze względu na wiek lub niezdolność do pełnienia służby czynnej.

Podział ten może jednak różnić się w zależności od systemu przyjętego w armii danego państwa. Przykładowo w polskich siłach zbrojnych wyróżnia się ponadto oficerów dyplomowanych, którzy ukończyli studia wyższe na określonej przepisami uczelni.

## W Wojsku Polskim
W XVIII wieku oraz w ludowym Wojsku Polskim (1943−1957) najniższym stopniem oficerskim był stopień chorążego. Natomiast po 1957 r. oraz we współczesnym Wojsku Polskim najniższym stopniem oficerskim jest podporucznik. Współcześnie wszyscy oficerowie służby czynnej Wojska Polskiego są żołnierzami zawodowymi i tworzą korpus oficerów zawodowych.
Na pierwszy stopień oficerski żołnierz jest pasowany szablą przez generała w czasie uroczystej promocji oficerskiej w nawiązaniu do tradycji rycerskiej. Dawniej otrzymywał szablę, aktualnie w marynarce i lotnictwie kordzik. Mianowanemu żołnierzowi na pierwszy stopień oficerski  wystawia się akt mianowania w formie patentu oficerskiego.
Stopień oficerski w Polsce jest dożywotni. Utrata lub obniżenie stopnia oficerskiego może nastąpić na skutek:
- rezygnacji z posiadania obywatelstwa polskiego
- utraty praw publicznych
- zastosowania przez sąd środka karnego – degradacji lub obniżenia posiadanego stopnia